# Dennstaedtia distenta
Dennstaedtia distenta là một loài thực vật có mạch trong họ Dennstaedtiaceae. Loài này được (Kunze) T. Moore miêu tả khoa học đầu tiên năm 1861.